# Poraster superbus
Poraster superbus is een zeester uit de familie Oreasteridae.
De wetenschappelijke naam van de soort werd in 1859 gepubliceerd door Karl Möbius.